# Mathias Behounek
Mathias Behounek (ur. 25 czerwca 1975 w Rosenheim) – niemiecki snowboardzista. Zajął 16. miejsce w gigancie równoległym na igrzyskach w Salt Lake City. Na mistrzostwach świata jego najlepszym wynikiem jest 5. miejsce w slalomie równoległym na mistrzostwach w Berchtesgaden. Najlepsze wyniki w Pucharze Świata osiągnął w sezonie 1995/1996, kiedy to był ósmy w klasyfikacji generalnej.
W 2004 r. zakończył karierę.

## Sukcesy

### Igrzyska olimpijskie
| Miejsce | Dzień     | Rok  | Miejscowość    | Konkurencja       | Zwycięzca      |
| ------- | --------- | ---- | -------------- | ----------------- | -------------- |
| 16.     | 15 lutego | 2002 | Salt Lake City | Gigant równoległy | Philipp Schoch |

### Mistrzostwa Świata
| Miejsce | Dzień       | Rok  | Miejscowość          | Konkurencja       | Zwycięzca           |
| ------- | ----------- | ---- | -------------------- | ----------------- | ------------------- |
| 42.     | 27 stycznia | 1996 | Lienz                | Gigant            | Jeff Greenwood      |
| 9.      | 28 stycznia | 1996 | Lienz                | Slalom równoległy | Ivo Rudiferia       |
| 24.     | 22 stycznia | 1997 | San Candido          | Gigant            | Thomas Prugger      |
| 11.     | 23 stycznia | 1997 | San Candido          | Slalom            | Bernd Kroschewski   |
| 16.     | 25 stycznia | 1997 | San Candido          | Slalom równoległy | Mike Jacoby         |
| 18.     | 13 stycznia | 1999 | Berchtesgaden        | Gigant            | Markus Ebner        |
| 27.     | 14 stycznia | 1999 | Berchtesgaden        | Gigant równoległy | Richard Richardsson |
| 5.      | 15 stycznia | 1999 | Berchtesgaden        | Slalom równoległy | Nicolas Huet        |
| 14.     | 17 stycznia | 1999 | Berchtesgaden        | Snowboardcross    | Henrik Jansson      |
| 8.      | 24 stycznia | 2001 | Madonna di Campiglio | Gigant równoległy | Nicolas Huet        |
| 13.     | 26 stycznia | 2001 | Madonna di Campiglio | Slalom równoległy | Gilles Jaquet       |
| DNF     | 13 stycznia | 2003 | Kreischberg          | Gigant równoległy | Dejan Košir         |
| 23.     | 14 stycznia | 2003 | Kreischberg          | Slalom równoległy | Siegfried Grabner   |

### Puchar Świata

#### Miejsca w klasyfikacji generalnej
- 1994/1995 – –
- 1995/1996 – 8.
- 1996/1997 – 16.
- 1997/1998 – 10.
- 1998/1999 – 26.
- 1999/2000 – 24.
- 2000/2001 – 39.
- 2001/2002 – –
- 2002/2003 – 15.
- 2003/2004 – –

#### Miejsca na podium
1. Zell am See – 24 listopada 1994 (Slalom równoległy) – 1. miejsce
2. Bad Hindelang – 28 stycznia 1995 (Slalom równoległy) – 1. miejsce
3. Bardonecchia – 9 grudnia 1995 (Slalom) – 1. miejsce
4. Kanbayash – 11 lutego 1996 (Slalom) – 1. miejsce
5. Alpine Meadows – 10 marca 1996 (Gigant) – 3. miejsce
6. Tignes – 28 listopada 1996 (Slalom równoległy) – 3. miejsce
7. Bardonecchia – 9 marca 1997 (Slalom równoległy) – 2. miejsce
8. Les Gets – 7 marca 1998 (Slalom równoległy) – 1. miejsce
9. Tandådalen – 14 marca 1998 (Snowcross) – 2. miejsce
10. Olang – 12 marca 1999 (Slalom równoległy) – 2. miejsce
11. Monachium – 3 lutego 2001 (Slalom równoległy) – 2. miejsce
12. Mont-Sainte-Anne – 15 grudnia 2001 (Slalom równoległy) – 2. miejsce
13. Bardonecchia – 20 stycznia 2002 (Gigant równoległy) – 2. miejsce
14. Badgastein – 29 stycznia 2002 (Slalom równoległy) – 2. miejsce

- W sumie 5 zwycięstw, 7 drugich i 2 trzecie miejsca.